# Jezerní paní (opera)
Jezerní paní (italsky La donna del lago, též Jezerní panna či Dáma z jezera) je opera seria Gioacchina Rossiniho z roku 1819. Libreto napsal Andrea Leone Tottola na motivy stejnojmenné poémy Waltera Scotta (The Lady of the Lake) z roku 1810. Byla to první opera na Scottův námět.
Opera měla premiéru v divadle Teatro di San Carlo v Neapoli 24. října 1819 pod skladatelovou taktovkou. V Londýně byla uvedena v únoru 1823. Ve Spojených státech amerických byla poprvé uvedena v New Orleans v červnu 1829. Po více než jednom století zapomnění byla znovu uvedena ve Florencii v roce 1958. Od té doby byla hrána na nejpřednějších světových scénách a několikrát nahrána.
V českých zemích byla poprvé hrána německy v Brně v budově dnešního Divadla Reduta dne 10. prosince 1824. Roku 1825 byla hrána také v pražském Stavovském divadle. V češtině dosud tato opera inscenována nebyla.

## Osoby a obsazení premiéry
| Postava                                                     | typ hlasu   | Představitel při premiéře 24. října 1819 |
| ----------------------------------------------------------- | ----------- | ---------------------------------------- |
| Elena, jezerní paní                                         | soprán      | Isabella Colbranová                      |
| Malcolm Groeme                                              | alt         | Benedetta Rosmunda Pisaroni              |
| Uberto, ve skutečnosti Giacomo (král Jakub V. Skotský)      | tenor       | Giovanni David                           |
| Douglas d’Angus, Elenin otec a bývalý poručník krále Jakuba | bas         | Michele Benedetti                        |
| Rodrigo di Dhu, vůdce klanu horalů                          | tenor       | Andrea Nozzari                           |
| Serano                                                      | tenor       | Gaetano Chizzola                         |
| Albina                                                      | mezzosoprán | Maria Manzi                              |
| Bertram                                                     | bas         | Massimo Orlandini                        |
| ovčáci, lovci, králova družina, horalé, venkované - sbor    |             |                                          |

## Děj opery

### První jednání

#### První scéna
Pastýři zpívají v podvečer na břehu jezera Loch Katrine ve Skotsku. Z lesů je slyšet zpěv lovců. Přes jezero přijíždí na loďce Elena a zpívá o svém milém Malcolmovi. Na břehu se setkává se skotským králem Jakubem, který se představí jako Uberto. Elena považuje Uberta za zbloudilého lovce a pozve jej k sobě domů.

#### Druhá scéna
Po příjezdu do Elenina domova poznává Uberto v Elenině otci svého bývalého poručníka Douglase, který se přidal na stranu horalských povstalců. Elena se má podle otcovy vůle stát nevěstou vůdce povstalců Rodriga.

#### Třetí scéna
Horalští povstalci vítají svého náčelníka - Rodriga. Ten se těší na svou nevěstu, kterou mu přivádí její otec Douglas. Oba ale zjišťují, že Elena ve skutečnosti miluje Malcolma. Přichází Serano a varuje před útokem králových vojsk. Povstalci se chystají na nadcházející bitvu.

### Druhé jednání

#### První scéna
Uberto/Jakub přichází před bitvou zachránit Elenu a vyznává jí lásku. Ta ale zůstává věrná Malcolmovi. Dostane od Uberta prsten, který ji má ochránit. Objeví se Rodrigo a rozhodne se ztrestat cizince v souboji.

#### Druhá scéna
Malcolm hledá svou milou a dozvídá se od Serana, že následovala svého otce, který se vydal do královského paláce jednat o uzavření míru. Rodrigo je mezitím zabit.

#### Třetí scéna
Douglas žádá o mír, ale král odmítá. Vzápětí přichází Elena, které darovaný prsten zaručuje volný průchod. Zaslechne hlas Ubertův a zjišťuje, že neznámý cizinec je vlastně král Jakub.

#### Čtvrtá scéna
Královský sál: král Jakub obměkčen Eleniným citem propouští v milosti Douglase i Elenina miláčka Malcolma. Je obnoven mír.

## Instrumentace
- dechové nástroje: 2 flétny, 2 hoboje, 2 klarinety, 2 fagoty.
- žesťové nástroje: 2 lesní rohy, 3 pozouny.
- bicí nástroje: 2 tympány, basový buben.
- smyčcové nástroje: první housle, druhé housle, violy, violoncela, kontrabasy.